# Pakt des Schweigens
Pakt des Schweigens (Originaltitel The Betrayed) ist ein 2006 erschienener Kriminalroman des US-amerikanischen Schriftstellers David Hosp.
Pakt des Schweigens orientiert sich am bewährten Handlungsmuster klassischer Kriminalromane: Ein Verbrechen geschieht, im Laufe der polizeilichen Ermittlungsarbeiten kristallisieren sich mehrere Verdächtige heraus, am Ende wird in einem dramatischen Showdown der Täter entlarvt.

## Handlung
Die mit schweren Foltermalen übersäte Leiche einer jungen Reporterin wird in ihrem Appartement in einer heruntergekommenen Gegend von Washington, D.C. entdeckt. Die ermittelnden Beamte, die Detektive Cassian und Train, stellen zu ihrer Überraschung fest, dass es sich bei der Mutter des Opfers um die schwerreiche Industrielle Lydia Chapin handelt.
Erste Spuren deuten auf einen lokalen Drogenhändler hin, der sich aber bald als unschuldig erweist. Durch Auswertung von Computerdateien der ermordeten Reporterin wird versucht, ihre letzten Aktivitäten aufzudecken. Offenbar untersuchte sie mehr als dreißig Jahre zurückliegende medizinische Experimente, die an jugendlichen Insassen einer Nervenheilanstalt ohne deren Einwilligung durchgeführt wurden. 
Schnell wird klar, dass einflussreiche Industrielle, renommierte Wissenschaftler und ranghohe Politiker, darunter auch ein Präsidentschaftskandidat, in die damaligen Geschehnisse verwickelt sind. Gemeinsam mit der Schwester des Opfers, Lydia, versuchen Cassian und Train eine Verbindung der Jahrzehnte zurückliegenden Untaten zur Gegenwart herzustellen. Je näher sie der Wahrheit kommen, desto mehr gerät das Leben Lydias in Gefahr. Nur knapp kann sie den Mordanschlägen eines professionellen Killers entkommen.
Am Ende stellt sich heraus, dass die verbotenen Experimente in aller Heimlichkeit wieder aufgenommen wurden. Finanziert vom Gesundheitsministerium wurde versucht, neu entwickelte Impfstoffe zu testen, um die langwierigen behördlichen Genehmigungsprozeduren zu umgehen. Man hoffte dadurch, besser gegen Terrorangriffe mit biologischen Kampfmitteln gerüstet zu sein.

## Textausgaben
- David Hosp: Pakt des Schweigens („The betrayed“). Goldmann, München 2008, ISBN 978-3-442-46024-3.
- David Hosp: The betrayed. Simon & Schuster, London 2006, ISBN 978-0-7432-6387-0.

## Anmerkung
Der Roman Pakt des Schweigens ist nicht zu verwechseln mit Pakt des Schweigens (Le pact du silence), einer Dokumentation über den Kriegsverbrecher Erich Priebke. 